# Portes-lès-Valence
Portes-lès-Valence település Franciaországban, Drôme megyében. Lakosainak száma 10 369 fő (2022. január 1.). Portes-lès-Valence Soyons, Beauvallon, Étoile-sur-Rhône, Montéléger és Valence községekkel határos.

## Népesség
A település népességének változása:
| Lakosok száma | 6123 | 7337 | 7818 | 9172 | 9740 | 10 209 | 10 610 | 10 680 | 10 526 | 10 369 |
|               | 1968 | 1982 | 1990 | 2006 | 2013 | 2015   | 2017   | 2019   | 2020   | 2022   |